# Heshen

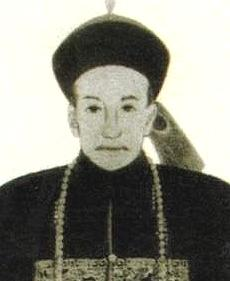
He Shen

He Shen (chin. 和珅; * 1750; † 22. Februar 1799) war ein mandschurischer Beamter der Qing-Dynastie. Seine Familie gehörte dem Roten Banner an. Der Offizierssohn besuchte zunächst eine Qing-Schule, trat dann 1772 als Gardeoffizier in die Dienste des Kaiserpalastes.

## Entdeckung durch Qianlong
Im Alter von 25 Jahren fiel Heshen Kaiser Qianlong auf. Seine feminine Ausstrahlung, seine schöne Gestalt mit der glatten Haut und den schmalen, roten Lippen sorgten für Gerüchte über die Beweggründe für das kaiserliche Interesse an dem jungen Mann. Auch wurde kolportiert, Qianlong habe Heshen aufgrund optischer Ähnlichkeiten für die Reinkarnation einer Konkubine gehalten, die er einst in seinen Jugendtagen beim Schminken überrascht und dadurch so kompromittiert hatte, dass sie Selbstmord begangen hatte. Die erwachten Schuldgefühle würden zur Erklärung der Wohltaten beitragen, mit denen der Kaiser seinen Günstling überschütten sollte.

## Aufstieg
Heshen machte alsbald eine erstaunliche Karriere, wurde zum stellvertretenden Generalleutnant des blauen Mandschu-Banners und befehlshabenden Offizier der Pekinger Truppen ernannt, dann zum Minister der Palastintendantur, zum stellvertretenden Finanzminister und zum Staatsrat. In der Folge bekleidete er u. a. die Ämter des Finanzministers, des Chefs des Beamtenministeriums und des Großsekretärs. Schließlich wurde er gar zum Baron ernannt. Zeitweise war er für das kaiserliche Kompilationsprojekt der „Vier Großen Schätze“ verantwortlich. 1777, im Alter von 27 Jahren, wurde ihm das normalerweise nur alten und besonders verdienten Beamten vorbehaltene Privileg zugebilligt, innerhalb der Verbotenen Stadt zu Pferde zu reiten. 1780 schickte ihn Qianlong als kaiserlichen Sondergesandten für die Bekämpfung der Korruption in die Provinz Yunnan, ein Jahr später zur Niederschlagung eines Moslemaufstands nach Gansu. 1790 konnte Heshen seine Verbindungen zum Kaiser durch Verheiratung seines Sohnes mit Qianlongs jüngster Tochter noch weiter festigen.

## Korruption
Im Bewusstsein der kaiserlichen Gunst genoss Heshen nahezu unbeschränkte Handlungsfreiheit und missbrauchte seine Machtstellung, um sich und seine Sippe zu bereichern. Insbesondere war er an der gegen Ende der Amtszeit Qianlongs verstärkt um sich greifenden Korruption maßgeblich beteiligt. Unter Anmaßung nahezu kaiserlicher Machtbefugnisse beutete er das Volk aus, praktizierte Erpressung im großen Stil, veruntreute Staatsgelder und ließ sich die ihm obliegenden Verpflichtungen und Dienstleistungen bezahlen. Sein Treiben entzog u. a. wichtigen Infrastrukturprojekten wie Deichbauten die notwendigen Mittel und führte damit letztlich Naturkatastrophen wie die Überschwemmungen des Gelben Flusses herbei. Vor allem aber brachte es weite Bevölkerungskreise gegen den Kaiserhof auf und trug zu den gegen Ende des 18. Jahrhunderts das Qing-Reich erschütternden Unruhen und Aufständen bei. Aber auch deren Niederschlagung nutzte er zu weiterer Bereicherung. So soll er allein bei den Feldzügen gegen die Rebellen vom Weißen Lotus durch Abrechnung nicht entstandener Aufwendungen mehrere Millionen Silbertael in die eigene Tasche gewirtschaftet haben.

## Heshens Ende
Nach seiner formellen Abdankung 1796 bediente sich der Kaiser seines Günstlings, um weiterhin faktisch die Macht in den Händen zu behalten und seinen Willen insbesondere auch gegen seinen Nachfolger Jiaqing zu vollstrecken. Nach Qianlongs Tod 1799 fiel Heshen indes in Ungnade. Der neue Himmelssohn ließ sein unrechtmäßig angehäuftes, auf 800 Mio. Silbertaels geschätztes Vermögen konfiszieren und führte damit den Gegenwert der kaiserlichen Einkünfte von 14 Jahren in den Staatshaushalt zurück. Überdies ließ er ihn wegen 20 Verbrechen anklagen und zwang ihn schließlich zum Selbstmord.